# کونتسخلومی
کونتسخلومی (به چکی: Konecchlumí) یک منطقهٔ مسکونی در جمهوری چک است که در شهرستان ییچین واقع شده‌است. کونتسخلومی ۳۲۸ نفر جمعیت دارد.